# Heinz Zander

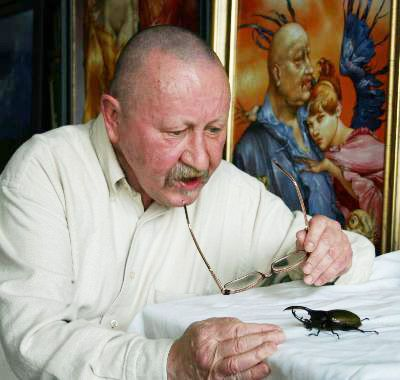
Heinz Zander (2006)

Heinz Zander (* 2. Oktober 1939 in Wolfen; † 15. Mai 2024) war ein deutscher Maler, Zeichner, Grafiker, Illustrator und Schriftsteller.

## Leben und Wirken
Zander zählte zur Leipziger Schule. Seine Arbeitsgebiete waren Malerei (Öl), Zeichnung, Grafik und Illustration. Er war auch schriftstellerisch tätig und veröffentlichte Romane, Erzählungen und Essays. Zander arbeitete mit altmeisterlich orientierten Maltechniken, entwickelte hieraus eine vollkommen eigenständige Bildsprache. Vorbilder waren Bosch, Grünewald, Altdorfer, Cranach und italienische Manieristen (Pontormo, Bronzino). Er arbeitete vorwiegend mit farbfreudigen Harz-Öl-Lasuren.

### Studium, Frühwerk und mittleres Werk (1959 bis 1983)
Von 1959 bis 1964 studierte Heinz Zanders an der Hochschule für Grafik und Buchkunst Leipzig (bei Bernhard Heisig). Er galt bereits zu Studienzeiten sowohl unter den Dozenten als auch den Kommilitonen als Ausnahmetalent. Zanders breites Interesse an der Kunstgeschichte führte zur Erprobung unterschiedlichster ästhetischer Ansätze. Die wenigen Arbeiten, die sich erhalten haben, sind nicht ohne weiteres als genuine Zander-Werke identifizierbar, da sie bestimmte Stile (wie jene von Velázquez) in Meisterschaft zu imitieren wissen. Besonders unter Kollegen wird seine Diplom-Arbeit zu Edgar Allan Poes „Untergang des Hauses Usher“ hervorgehoben, die aufgrund ihrer geringen Auflage ein begehrtes Sammlerstück ist.
1967, auf Heisigs Empfehlung und mit Fürsprache von Helene Weigel begann er ein Meisterschüler-Studium bei Fritz Cremer an der Akademie der Künste. Eine Reihe von Gemälden spiegeln seine Kontakte zur Berliner Schauspielszene. Seine intensive literarische Beschäftigung, vor allem mit den Werken von Bertolt Brecht, Franz Kafka und Thomas Mann, fanden in zahlreichen grafischen Illustrationen fruchtbaren Niederschlag und tragen bereits den für Zander typischen Stil.
Eine Studienreise 1968 in die Sowjetunion beeinflusste sein Schaffen nachhaltig. Über Nowgorod, Moskau, Swanetien und Ossetien ins Transkaukasische, nach Batumi ans Schwarze Meer und ins armenische Hochland führte die Reise. Vor allem die grandiosen Gebirgslandschaften der Kaukasusregion werden sich von nun an immer wieder in seinen Werken finden und viele seiner Bilder prägen.
Nach seiner Rückkehr nach Leipzig (1970) wendete sich Zander historischen Stoffen zu. Es fanden erste Einzelausstellungen statt, so 1972 im Angermuseum Erfurt, 1974 in der Galerie am Sachsenplatz in Leipzig und 1976 in Schwerin.
Im Gedenkjahr an den 450. Jahrestag des Deutschen Bauernkriegs (1975) wurde in der säkularisierten Kornmarktkirche ein Bauernkriegsmuseum eingerichtet und Mühlhausen der Beiname „Thomas-Müntzer-Stadt“ verliehen. So entstand im Zusammenhang mit dem Thomas-Müntzer-Gedenkjahr ein mehrteiliger Gemälde-Zyklus zum Bauernkrieg (ausgestellt in der Kornmarktkirche, Mühlhausen) und ein großes Triptychon zum Reformations- und Luthergedenkjahr (ausgestellt im Angermuseum, Erfurt). Werner Tübke, der zweite Großmeister der Leipziger Schule, erhielt währenddessen durch die DDR-Regierung eines der größten Kunstprojekte des 20. Jahrhunderts, sein monumentales und 14 m × 123 m großes Bauernkriegspanorama, um welches sich auch Zander bemüht hatte. Er galt jedoch wohl als zu kryptisch für solch einen staatstragenden Auftrag. Stattdessen erhielt er unter anderem den Auftrag, für das Gewandhaus malerische Interpretationen zu den Opern Richard Wagners anzufertigen. Im Gegensatz zu anderen Zeitgenossen gelang es Zander jedoch, künstlerische Distanz zum politischen Apparat zu wahren. Die Kritik drückt sich vor allem durch eine Verrätselung aus und einer kultivierten Überspitzungen mithilfe einer manieristischen Bildsprache.

### Vorwendezeit bis zur Gegenwart
In den 80er Jahren entstanden parallel zum malerischen und grafischen Werk eine ganze Reihe von Romanen und Erzählungen. Diese gattungsübergreifende Arbeitsweise markiert das reife Werk des Künstlers. Die Bilder, die zur Zeit der politischen Wende entstanden, kommentieren auf subtiler Ebene das Zeit-Geschehen, in welches Zander nicht als Aktivist parteiisch eingreift, sondern welches er viel mehr als beobachtende Instanz seismografisch aufzeichnet.
Zander war in der DDR auf einer großen Zahl von Ausstellungen vertreten, u. a. von 1967 bis 1988 auf der VII. bis X. Kunstausstellung der DDR in Dresden.
Zu Beginn der 90er Jahre stellte der Malerpoet Heinz Zander das Schreiben literarischer Texte im Wesentlichen ein. Sein Hauptaugenmerk richtete sich von da an ausschließlich auf Malerei und Zeichnung. Im Jahr 1991 entstanden mehr als 100 großformatige Zeichnungen, die zum Teil als Vorlage für spätere Gemälde dienten.
Wichtig für die Gemälde der frühen 90er Jahre waren auch wiederholte Reisen auf die Kanareninsel „La Gomera“.
Die Radierungen und Gemälde der Nach-Wendezeit schwingen zwischen melancholischer Zurückgezogenheit und verwunschen-burlesker Exotik und werden von variierenden Gestalten aus Mythologie, Geschichte und Zeit-Geschehen, wie Diana, Actaeon oder Nessus, bevölkert. Mal finden sich in den Bildern unterschiedlichste Tiere, Pflanzen, Menschen und geologische Gesteinsstrukturen, mystisch-zauberhafte Landschaften unterschiedlichster Klimazonen, stürmische Meereswogen und ausgefeilte Wolkenbilder, dann aber auch wieder rein schwarze Hintergründe, welche die präsentierten Figuren und ihre geführten Gegenstände in all ihrer rätselhaften Vielfalt betonen. Zumeist geht von den weiblichen Figuren eine gefährlich-verführerische Ausstrahlung aus, welchen die männlichen Figuren auf groteske Art und Weise unterliegen. Dabei greifen nicht nur die Bildthemen auf eine immense Spannbreite zurück, sondern auch ihre malerisch-technische Umsetzung. Deren Auswahl sind jedoch nicht zufälliges Produkt der jeweiligen Komposition, sondern verschlüsseln zumeist in tieferer, mehrdeutige Symbolik verschiedenste Bedeutungsinhalte. Vorgetragen im unverwechselbaren Schwung einer an der florentinischen Frührenaissance und Jugendstil geschulten Linienstrenge, wird allein Heinz Zanders malerisches Werk auf weit über tausend Tafeln geschätzt.

## Werkstandorte (unvollständig)
- Altenburg, Lindenau-Museum
- Bad Frankenhausen, Panoramamuseum
- Berlin, Humboldt-Universität
- Berlin, Neue Nationalgalerie[6]
- Berlin, Kunstsammlung der Volksbank Berlin
- Berlin, Berlin-Brandenburgische Akademie der Wissenschaften
- Dresden, Galerie Neue Meister[7]
- Dresden, Kupferstichkabinett[7]
- Dresden, Militärhistorisches Museum der Bundeswehr
- Erfurt, Angermuseum
- Halle/Saale, Kunstmuseum Moritzburg
- Jena, Stadtmuseum Jena
- Leipzig, Museum der bildenden Künste
- Leipzig, Gewandhaus
- Magdeburg, Kulturhistorisches Museum
- Oberhausen, Ludwig-Galerie Schloss Oberhausen
- Rostock, Kunsthalle Rostock
- Tokyo, The National Museum of Western Art

## Werke (Auswahl)

### Literarische Werke
- Stille Landfahrten. Ein märchenhafter Roman und romantische Geschichten. Hinstorff Verlag, Rostock 1981
- Das sanfte Labyrinth. Roman. Hinstorff, 1984
- Der Höfling im Delta des Mississippi. Märchen, Miniaturen und eine Novelle. Robinson 1984.
- Narrenbegräbnis. Groteske Bilder. Hrsg. Renate Hartleb. Eulenspiegel Verlag, Berlin 1986, ISBN 3-359-00035-8.
- Das Max-und-Moritz-Syndrom. Ein burlesker Liebesroman. Hinstorff, Rostock 1987
- Colberts Märchen nach der Mode. Ein kleines Erotikon. Hinstorff, Rostock 1988 (Miniaturbuch)
- Puppenspiel mit Moralitäten oder Von der Kunst des Spazierengehens. Hinstorff, Rostock 1989
- Colberts Märchen nach der Mode. Ein kleines Erotikon. Hinstorff, 1989, ISBN 3-356-00215-5.

### Buchillustrationen
- Edgar Allan Poe: Der Untergang des Hauses Usher, Diplomarbeit am Institut für Buchgestaltung Leipzig der Hochschule für Grafik und Buchkunst Leipzig, 1964
- Peter Hacks: Zwei Märchen. Verlag Philipp Reclam jun., Leipzig 1985 (auch als num. und sign. Vorzugsausgabe mit beigefügter Originalradierung)
- Ludwig Bechstein: Hexengeschichten. Offizin Andersen Nexö Leipzig, Hinstorff Verlag, Rostock 1986
- Bertolt Brecht: Die heilige Johanna der Schlachthöfe. Philipp Reclam jun., Leipzig 1968
- Daniel Defoe: Moll Flanders. C.H.Beck und Kiepenheuer 1991, ISBN 3-406-34237-X; Büchergilde Gutenberg, 1991, ISBN 978-3-7632-4003-6
- Anonymus: Historia von D. Johann Fausten. Philipp Reclam jun., Leipzig 1979
- Oswald von Wolkenstein: um dieser welten lust. Insel, Leipzig 1968
- Der brennende Dornbusch, in Jürgen Rennert Hg.: Dialog mit der Bibel. Malerei und Grafik aus der DDR zu biblischen Themen. Evgl. Haupt-Bibelgesellschaft, Altenburg 1984, S. 49 (gemalt 1979, Orig. Öl auf Lw.)
- Bernd Pachnicke (Hrsg.): Deutsche Volkslieder für Singstimme und Gitarre. Berlin: Verlag Neue Musik, 1978

## Einzelausstellungen (Auswahl)
- 1965 Altenburg, Lindenau-Museum
- 1972 Erfurt, Angermuseum
- 1974 Leipzig, Galerie am Sachsenplatz
- 1976 Italien, Wander-Ausstellung der Galleria de Levante, Milano
- 1984 Leipzig, Museum der bildenden Künste (Katalog)
- 1995 Bad Frankenhausen, Panoramamuseum (Katalog)
- 1999 Leipzig, Universität Leipzig (Katalog)
- 2004 Erfurt, Bilderhaus Krämerbrücke
- 2006 Leipzig, Galerie am Sachsenplatz (Katalog)
- 2007 Mühlhausen, Galerie Thoms „HEINZ ZANDER – Malerei und Zeichnung“
- 2010 Meiningen, Schloss Elisabethenburg: Heinz Zander – In verschwiegener Landschaft – Malerei und Zeichnungen (Katalog)
- 2014 Erfurt, Schloss Molsdorf: Heinz Zander. Fabelhafte Begegnungen. Malerei aus der Sammlung Thoms,[8] (Katalog)
- 2015 Coburg, Coburger Kunstverein: Arkadische Begebenheiten
- 2016 Bad Frankenhausen, Panoramamuseum: Heinz Zander – Wanderungen auf vergessenen Wegen,[9] (Katalog)
- 2019 Mühlhausen, Kulturhistorisches Museum „Schönheiten und Ungeheuer“
- 2022/2023: Magdeburg, Literaturhaus Magdeburg („Puppenspiel mit Moralitäten. Heinz Zander – Bilder zur Literatur“)
- 2024: Erfurt, Angermuseum („Heinz Zander. Zeit und Traum. Zum 85. Geburtstag des Meisters“)

### Lexika und Monografien
- Frank Schulze: Heinz Zanders Polyptichon „Der große Deutsche Bauernkrieg“. In: Bildende Kunst, Berlin, 3/1975, S. 128–132
- Zander, Heinz. In: Dietmar Eisold (Hrsg.): Lexikon Künstler in der DDR. Verlag Neues Leben, Berlin 2010, ISBN 978-3-355-01761-9, S. 1061/1062
- Cornelia Nowak, Kai Uwe Schierz: Zeit und Traum. Heinz Zander. Malerei und Grafik. Angermuseum Erfurt, 2024; ISBN 978-3-00-078702-7

### Kataloge
- Malerei, Zeichnung, Grafik. Museum der bildenden Künste, Leipzig 1984
- Malerei und Zeichnungen. Galerie am Sachsenplatz, Leipzig 1989
- Gemälde Zeichnungen. Städtische Kunstsammlung Freital, 1992
- Hortus conclusus. Panoramamuseum Bad Frankenhausen, 1995
- Zwischen den Inseln. Universität Leipzig, Kustodie 1999
- In verschwiegener Landschaft. Meininger Museen, 2010
- Heinz Zander. Gemälde. Sandsteinverlag, Dresden 2014, ISBN 978-3-95498-137-3
- Wanderungen auf vergessenen Wegen. Panoramamuseum Bad Frankenhausen, 2016
- Arkadische Begebenheiten. galerie thoms, Mühlhausen 2015
- Wanderungen mit Wächtern. galerie thoms, Mühlhausen 2017
- Schönheiten und Ungeheuer. galerie thoms, Mühlhausen 2019